# 방플랏

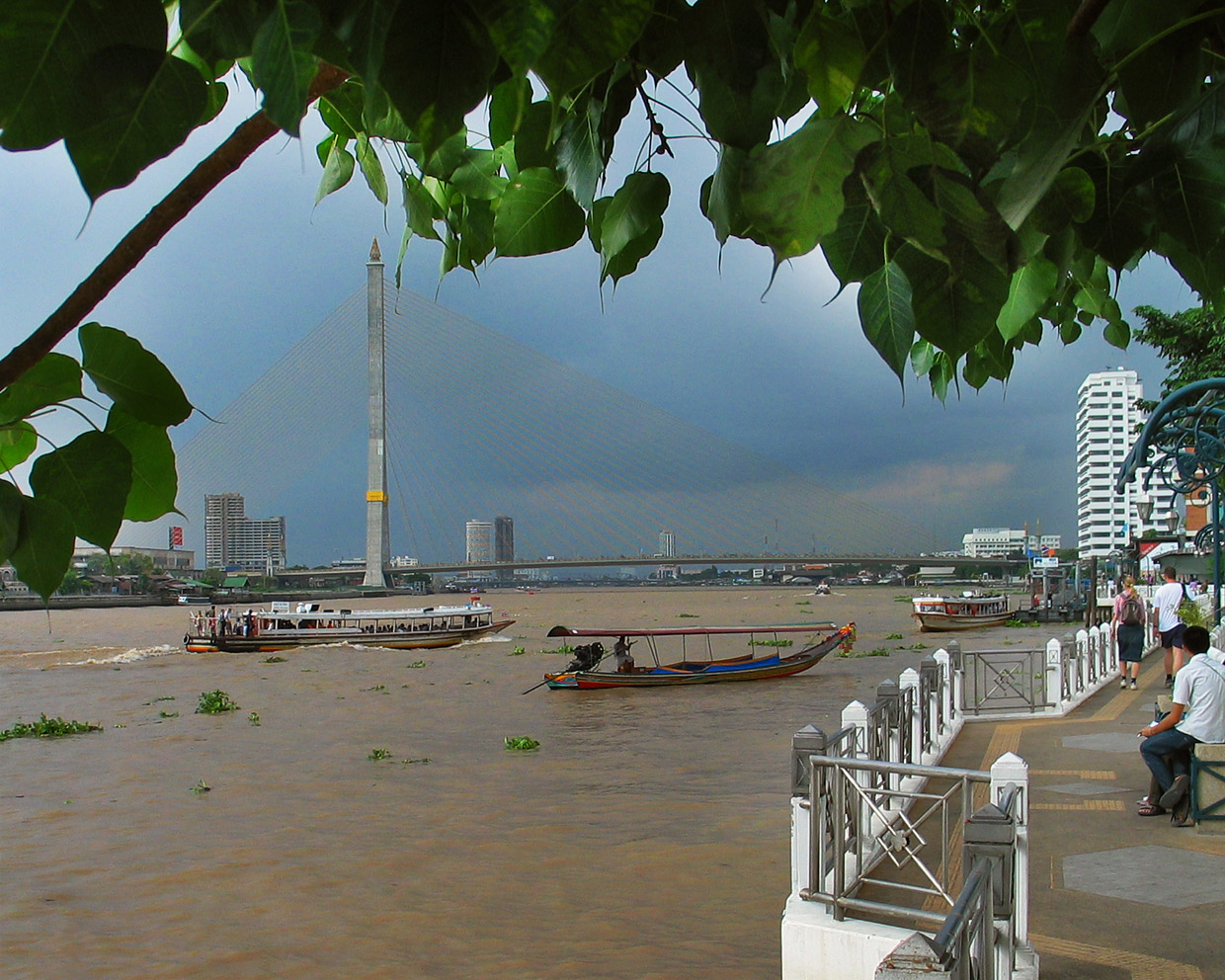

방플랏은 방콕의 행정 구역이다. 이 지역의 총 인구 수는 2017년 기준으로 92,325명이다. 인구 밀도는 8,127.20km2이다.

## 행정 구역
| 1. | Bang Phlat   | บางพลัด  |
| 2. | Bang O       | บางอ้อ   |
| 3. | Bang Bamru   | บางบำหรุ |
| 4. | Bang Yi Khan | บางยี่ขัน  |